# Al Kifaf
Al Kifaf è un quartiere di Dubai, si trova nel settore occidentale di Dubai nella zona di Bur Dubai.